# João Mendes de Almeida

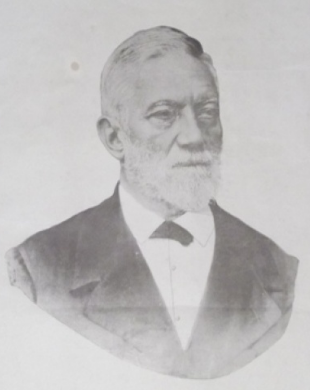
João Mendes de Almeida (Datum unbekannt).

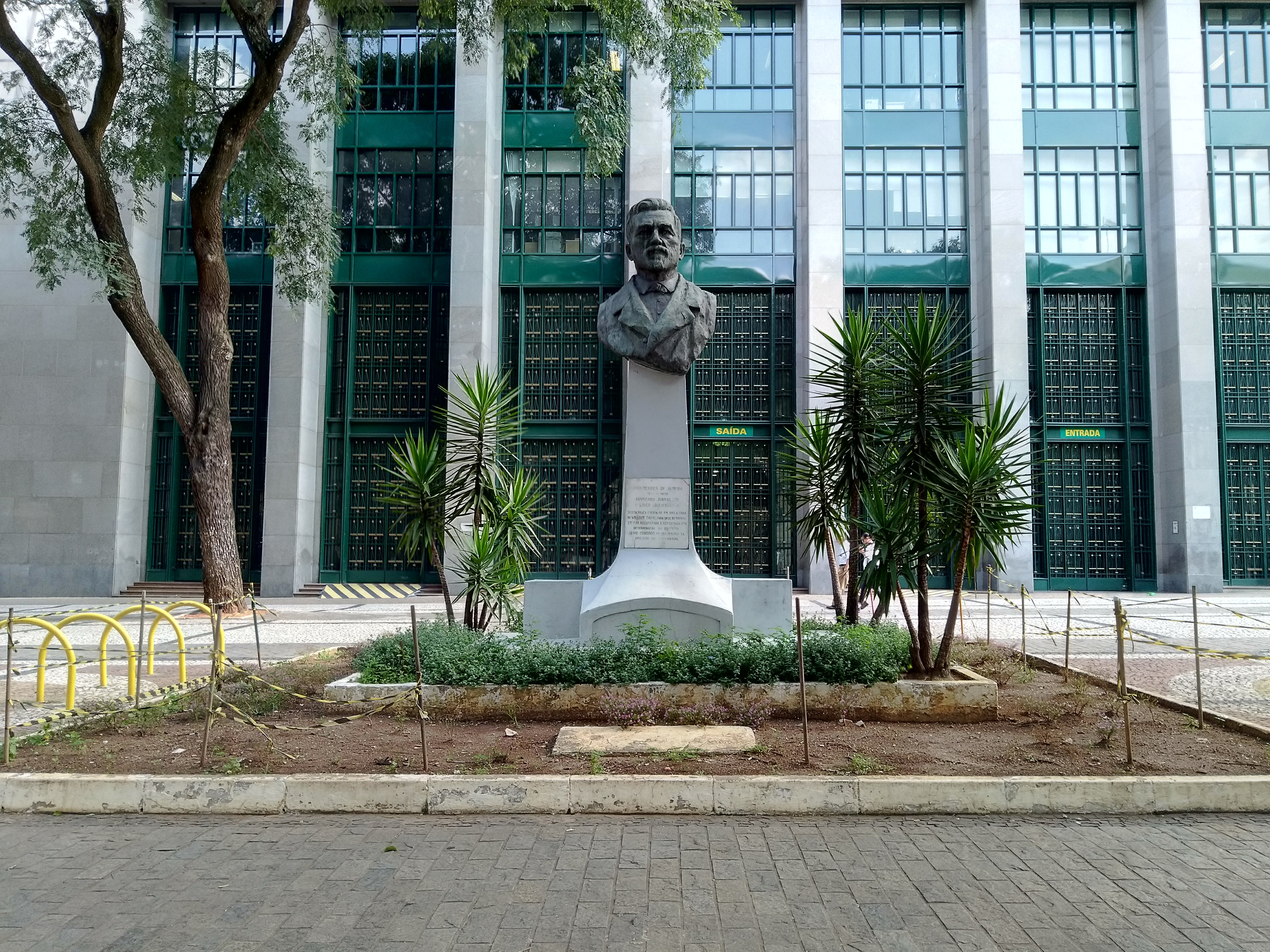
Bronzebüste auf der Praça Doutor João Mendes, São Paulo. Monument errichtet 1912–1913, Bildhauer William Zadig.

João Mendes de Almeida (* 25. Mai 1831 in Caxias; † 16. Oktober 1898 in São Paulo) war ein Jurist, Politiker, Journalist, Lexikograf und einer der führenden Abolitionisten des Kaiserreichs Brasilien.

## Leben
Almeida wurde 1831 in der Provinz Maranhão im Ort Vila de Caxias das Aldeias Altas, das 1836 zur Gemeinde Caxias wurde, als Sohn des dort seit 1816 ansässigen portugiesischen Milizhauptmanns Fernando Mendes de Almeida und der Esméria Alves de Sousa geboren. Er nahm an der Faculdade de Direito de Olinda ein Studium der Rechtswissenschaft auf, wechselte dann nach São Paulo, wo er 1853 abschloss. Für wenige Jahre war er, bevor er in die Politik ging, Richter in Jundiaí und im Magistrat der Provinzhauptstadt tätig. Er war als Monarchist in den Partido Conservador eingetreten, wo er von 1859 bis 1878 eine führende Rolle einnahm und 1882 ein politisches Manifest veröffentlichte.
In zwei Legislaturperioden wurde er zum Abgeordneten für die Provinz Maranhão, dreimal für die Provinz São Paulo in die Generalversammlung des Kaiserreichs Brasilien, dem Vorgänger des heutigen Nationalkongresses, gewählt. Er hatte als Redakteur großen Anteil an dem 1871 verabschiedeten Lei do Ventre Livre, das der Visconde do Rio Branco, José Maria da Silva Paranhos, als Gesetzentwurf dem Parlament vorgelegt hatte. Er hatte zudem 1871 ein Projekt der Justizreform vorgelegt, das in ein Gesetz umgewandelt wurde.
Als Journalist und Redakteur gründete er die politischen und konservativen Zeitungen A Lei, A Opinião Conservadora, A Ordem, A Autoridade, A Sentinela und A Sentinela Monarquista, dazu schrieb er Beiträge im Diário de São Paulo und Jornal do Comércio (Rio de Janeiro). Als Autor veröffentlichte er Schriften historischen und geographischen Inhalts, darunter das posthum 1902 erschienene Diccionario geographico da Provincia de S. Paulo, in dem bei den Berg-, Fluss- und Ortsnamen auch die Herkunft aus den Tupí-Sprachen angegeben ist.

## Familie
Almeida war mit Ana Rita Fortes Leite Lobo verheiratet. Sein Sohn war der Anwalt, Hochschullehrer und Richter am Supremo Tribunal Federal João Mendes de Almeida Júnior (1856–1923), sein älterer Bruder der ebenfalls als Anwalt, Journalist und Politiker tätige Cândido Mendes de Almeida (1818–1881). Er starb 67-jährig und wurde auf dem Cemitério da Consolação in São Paulo bestattet.

## Schriften (Auswahl)
- João Mendes de Almeida: Algumas notas genealo̕gicas. Livro de familia. Portugal, Hespanha, Flandres-Brabante, Brazil, São Paulo, Maranhão. Se̕culos XVI–XIX. Baruel, Pauperio & Companhia, São Paulo 1886. Inhalt: Genealogie seiner Familie, wegen darin vertretenen Ansichten gilt es auch als kurioses Werk.
- João Mendes de Almeida: A capitania de S. Vicente, S. Paulo, sua origem. Provincia, São Paulo 1887. Inhalt: Antischrift gegen das von Francisco Adolfo de Varnhagen 1839 herausgegebene Diário da Navegação des Pero Lopes de Sousa.

Posthum erschien:
- João Mendes de Almeida: Diccionario geographico da Provincia de S. Paulo. Precedido de um estudo sobre a estructura da lingua tupi e trazendo, em appendice, uma memoria sobre o nome America. Espíndola & Siqueira, São Paulo 1902 (archive.org). (Titel in heutiger Orthografie: Dicionário geográfico da Província de S. Paulo)

## Ehrungen
In São Paulo wurde nach seinem Tod die Praça Doutor João Mendes, bekannt als Praça João Mendes, nach ihm benannt.